# Odsherred
Odsherred is een gemeente in de Deense regio Seeland (Sjælland) en telt 33.023 inwoners (2017). De huidige gemeente is feitelijk een voortzetting van de historische Ods Herred dat tot 1970 vrijwel hetzelfde gebied omvatte.
Na de herindeling van 2007 worden de volgende gemeentes bij Odsherred gevoegd:Dragsholm, Nykøbing-Rørvig, Trundholm.

## Plaatsen in de gemeente
- Stårup
- Højby
- Rørvig
- Strandhuse
- Svinninge (Odsherred)
- Vig
- Egebjerg
- Grevinge
- Havnebyen
- Herrestrup
- Fårevejle Stationsby
- Hørve
- Høve
- Fårevejle Kirkeby
- Nykøbing S
- Asnæs
- Moseby
- Kelstrup
- Øster Lyng
- Ordrup Strand

Faxe · Greve · Guldborgsund · Holbæk · Kalundborg · Køge · Lejre · Lolland · Næstved · Odsherred · Ringsted · Roskilde · Slagelse · Solrød · Sorø · Stevns · Vordingborg
- International Standard Name Identifier: 0000 0004 0379 2728
- MusicBrainz: 254abeb4-abd1-40cb-97e3-d92022048b1f